# Slag bij Borgerhout
De Slag bij Borgerhout was een aanval door de voorhoede van Parma's leger op Borgerhout onder Don Octavio Gonzaga en Don Jan Delmonte die plaatsvond op 2 maart, 1579 tijdens de Tachtigjarige Oorlog. Nadat Parma's voorhoede het Staatse leger verjoeg, trokken ook Parma's troepen zich terug. De aanval zou een afleidingsmanoeuvre zijn geweest voor Parma's werkelijke doel, Maastricht.

## Voorgeschiedenis
Aan het begin van Parma's negen jaren had deze zijn leger versterkt tot twintigduizend soldaten dankzij de troepen van de malcontenten. Het geallieerde leger had Kerpen, Erkelenz, Weert en Eindhoven al geplunderd en trok daarna via de Kempen in de richting van Antwerpen. Op 22 februari had hij zijn hoofdkwartier in Ranst, op 28 februari was de voorhoede al in Deurne gearriveerd. Het had er alle schijn van dat zijn uiteindelijke doel Antwerpen zou zijn. In Borgerhout (onder de rook van Antwerpen) lagen staatse troepen gelegerd. Na de nederlaag van de slag bij Gembloers hadden de Staten buitenlandse troepen in dienst moeten nemen, bestaande uit tweeduizend Walen, Fransen, Schotten en Engelsen.

## Aanval
Op 2 maart viel Parma's leger Borgerhout aan. De aanvallende voorhoede stond onder leiding van Don Octavio Gonzaga en Don Jan Delmonte en telde vijfduizend soldaten. Er volgde een twee uur lange schermutseling in het zicht van de Antwerpse vestingwerken, van waar Willem van Oranje en landvoogd Matthias van Habsburg als toeschouwers de gevechten volgden. Er vielen daarbij honderden doden. Het staatse leger was niet tegen de overmacht opgewassen, had de verschansingen moeten verlaten en had zich teruggetrokken naar Antwerpen. Tot grote verbazing van de Antwerpenaren trokken ook Parma's troepen zich ineens terug. Van daar trok hij langs Wezet, waar hij zijn troepen legerde in voorbereiding van het Beleg van Maastricht.

## Nasleep
De burgerwacht van Antwerpen werd achter Parma's troepen gestuurd. Deze troffen zowel Deurne als Borgerhout uitgeplunderd en deels in brand aan. De stellingen lagen bezaaid met ongeveer vierhonderd lijken. In Antwerpen begreep men niets van Parma's opmerkelijke terugtocht. Twee verdachte personen werden opgepakt en scherp verhoord. De eerste beweerde driehonderd medeplichtigen te hebben gehad, werd onthoofd. De tweede zweeg, en zou hetzelfde lot hebben ondergaan, ware het niet dat hij (precies op het moment dat hij de dodelijke slag zou ontvangen) door een volksoproer was ontzet. Ondanks de beloning van honderd gulden die werd uitgeloofd bleef deze tweede persoon daarna onvindbaar. Parma's aanval diende als afleiding voor zijn ware doel, Maastricht. Op weg naar Maastricht wierf Parma Duitse huurtroepen waarmee zijn leger in omvang was toegenomen tot vierentwintigduizend man voetvolk en zevenduizend ruiters.
1567: Slag bij Oosterweel · 
1576: Spaanse Furie ·
1577: Inname van de Citadel van Antwerpen · 
1579: Slag bij Borgerhout ·
1583: Franse Furie · 
1584-85: Beleg door Farnese (Parma) · 
1585: Slag op de Kouwensteinsedijk · 
1605: Maurits I · 
1620: Maurits II · 
1623: Maurits III · 
1624: Maurits IV · 
1638: Slag bij Kallo · 
1646: Beleg door Frederik Hendrik · 
1832: Beleg door Gérard